# Čikola
Čikola je rijeka u južnoj Hrvatskoj, izvire u Mirlović Polju u sjevero istočnom dijelu Petrovog polja, protječe kroz grad Drniš i ulijeva se u rijeku Krku nizvodno od Miljevaca, a poviše Skradinskog buka. Rijeka Čikola je u predosmanskom razdoblju nosila naziv Poljščica.

## Opis
Tok Čikole dužine je 46 km, izvire na padinama Svilaje, a nakon prolaska kroz kanjon ulijeva se u ujezereni dio rijeke Krke u blizini Skradinskog buka – u Visovačko jezero. Korito je često suho jer se veće količine vode na izvoru iskorištavaju za potrebe grada Drniša.
Kanjon Čikole, odnosno onaj dio iza Drniša, poznat je po svojim brzacima, surovosti i strmim padinama zahvaljujući čemu je rijeka dobila svoje ime, na turskom znači “voda kroz litice”. Kanjon je u kontrastu s obližnjim umirujućim planinama Mosećom, Prominom i Svilajom. Kanjon je dugačak 14 km i na mjestima dubok 170 m. Završava 3 km od ujezerenog dijela rijeke, to jest 6 km prije ušća. Zbog raznolikosti flore i faune, te više podvodnih špilja u koje se ljeti može lakše ući kada rijeka dijelom presuši, pa i bogate povijesne baštine, kanjon Čikole stekao je status zaštićenog područja još 1965. godine.
Uz prirodne ljepote, kanjon Čikole poznat je po zipline-u koji se proteže od 30 do 120 m nadmorske visine i ukupne duljine 1,4 km, što ga uvrštava među najdulje zipline-e u Hrvatskoj. Ljubitelji adrenalina mogu birati između tri zipline-a duljine 250, 500 i 650 metara duž kojih se mogu voziti po čeličnom užetu brzinom do 70 km/h.
Sutok rijeka Čikole i Krke jedan je od najneobičnijih u Hrvatskoj. Dijeli ih otok Kalički busen i “jezero” Torak, zapravo vrelo nalik jezeru. Neobičnosti prizora doprinosi neravnoteža između ovih dviju rijeka – Krke s jedne strane koja je ujezerena, i 3 kilometra Čikole koji su potopljeni izdizanjem sedrene barijere Skradinskog buka. Jezersko vrelo Torak promjera je 150 m, te dubine 30 m.
Uže područje oko izvora rijeke Čikole klimatski je pod snažnim je utjecajem kontinentalne klime. Najniža prosječna temperatura zraka na ušću Čikole je oko 7,7 °C, dok je najviša ljetna prosječna temperatura zraka oko 23,7 °C. Oko izvora najniža prosječna temperatura zraka je oko 5,6 °C, dok je najviša ljetna prosječna temperatura zraka oko 22,1 °C.

## Slatkovodne ribe
U Čikoli je vrlo brojna gambuzija (Gambusia affinis), unesena strana, invazivna vrsta koja potiskuje domaće vrste.

### Domaće vrste
U Čikoli žive dva isključivo endema Hrvatske (stenoedemi) turski klen (Telestes tursky) i dalmatinska gaovica (Phoxinellus dalmaticus).  Oblje riblje vrste naseljavaju samo rijeke Krku i Čikolu. Turski se klen tijekom sušnog razdoblja povlači u podzemne vode, posebice u izvor Čikole.

## U popularnoj kulturi
Čikola se spominje u pjesmi "Bojna Čavoglave" Marka Perkovića Thompsona.

## Galerija
- Nizvodno izvora
- Kanjon Čikole
- Kanjon Čikole
- Rijeka u kanjonu
- Zimsko jutro uz rijeku

## Vanjske poveznice
|  | Zajednički poslužitelj ima još gradiva o temi Čikola |